# Stenostaura dorsalis
Stenostaura dorsalis är en fjärilsart som beskrevs av Sergius G. Kiriakoff 1969. Stenostaura dorsalis ingår i släktet Stenostaura och familjen tandspinnare. Inga underarter finns listade i Catalogue of Life.